# Хаук Эрлендссон
Хаук Эрлендссон (исл. Haukr Erlendsson; приблизительно 1264 — 3 июня 1334) — норвежский политический деятель и писатель, рыцарь, законоговоритель Исландии (1294—1299), Осло (1302), Гулатинга (1303—1316, 1321—1322). Под его руководством был записан между 1302 и 1310 годами один из вариантов «Книги о заселении Исландии» — «Книга Хаука».

## Биография
Хаук Эрлендссон родился (точная дата неизвестна) в семье норвежского рыцаря Эрленда Олафссона и его жены Йорунн. Предположительно его отец был человеком низкого происхождения и возвысился благодаря королевской службе. Йорунн была родом из Исландии и возводила свою генеалогию к ряду первопоселенцев.
Первое упоминание о Хауке в сохранившихся источниках относится к 1294 году, когда он стал законоговорителем (лагманом) Исландии. Эта должность предполагает, что он был к тому моменту человеком достаточно зрелым и опытным, так что историки относят его рождение самое позднее к 1264 году. В Исландии Хаук находился до 1299 года. Затем он вернулся в Норвегию, заседал в королевском совете, в 1302 году был лагманом Осло, не позже 1304 года стал рыцарем. В 1303—1316 годах Хаук жил, по-видимому, в окрестностях Бергена, где находилось его поместье Аудунаргаард, и был лагманом Гулатинга. В 1306, 1308 и 1319—1320 годах он снова находился в Исландии, в 1321—1322 годах опять упоминается как лагман Гулатинга. В 1329 году Хаук предположительно выполнял обязанности лагмана исландского альтинга, в 1330 году вернулся в Норвегию и больше её не покидал. Он умер 3 июня 1334 года.
Хаук был женат на Стейнунн Оладоттер. В этом браке родились сын Эрленд (он тоже стал рыцарем и упоминается в числе самых выдающихся людей Исландии) и дочь Йорунн, которая постриглась в монастыре Киркебе в Исландии, приняла монашеское имя Агнесса и была избрана настоятельницей в 1343 году.
Именно для Хаука был записан между 1302 и 1310 годами один из вариантов «Книги о заселении Исландии» — «Книга Хаука», содержащая в том числе списки ряда саг. В частности, это «Сага об Эйрике Рыжем» и «Сага о Хервёр и Хейдреке». Хаук сам принимал участие в работе над текстом, при этом остаётся неясным, писал ли он самостоятельно или использовал труд секретаря.
Хаук много раз упоминается в «Книге» как потомок ряда исландцев «Эпохи саг».